# 有斐学舎
有斐学舎（ゆうひがくしゃ）は、熊本県出身者を対象とした、財団法人肥後奨学会が運営する男女学生寮。現在は、東京都小平市にある。

## 沿革
- 1881年（明治14年）- 旃檀林に紫溟学舎として創設
- 1882年（明治15年）- 東京府本郷区真砂町に移り、有斐学舎と改称
  - 同年- 麹町区富士見町に移る
- 1883年（明治16年）- 本郷区西片町に移る。有斐学校と改称
- 1886年（明治19年）- 校長に井上毅就任。大正天皇来観
- 1888年（明治21年）- 有斐学舎と改称
- 1889年（明治22年）- 小石川区上富坂に移る
- 1894年（明治27年）- 火災のため、小石川区同心町に移る
- 1899年（明治32年）- 本郷区台町に移る
- 1942年（昭和17年）-小石川区高田老松町（現在の文京区目白台）に移る
- 1976年（昭和51年）- 高千穂交易の独身寮を買い取り、埼玉県志木市に移る
- 2024年（令和6年）- 埼玉県志木市から東京都小平市に移る

## おもな出身者
- 福田雅太郎（陸軍大将）
- 平山正剛（元日本弁護士連合会会長）[2]
- 岩下栄一（熊本県議会議員、元衆議院議員）[3]